# The Sagamore
The Sagamore es un complejo hotelero de la era victoriana ubicado en el lago George en Bolton Landing, Nueva York. Ocupa la Isla Verde privada en el lago George. Desde 1983 figura en el Registro Nacional de Lugares Históricos.
Es miembro del Historic Hotel of America, el programa oficial del National Trust for Historic Preservation.

## Historia
Abrió sus puertas en 1883, financiado por varios destacados residentes de verano. Pronto logró atraer a una clientela adinerada.
Lleva el nombre de "el Sagamore ", un personaje indio americano de la novela de James Fenimore Cooper El último mohicano (1826). Varias de las islas cercanas al lago George también llevan el nombre de personajes del libro.{
Dos veces dañado por el fuego, en 1893 y 1914, fue reconstruido a principios de 1921. Un grupo de inversores, incluido el Dr. William G. Beckers de la ciudad de Nueva York, uno de los primeros accionistas del hotel, Adolph Ochs, propietario y editor del New York Times, el Dr. Willy Myers, cirujano de la ciudad de Nueva York y William H. Bixby, un industrial de St. Louis, contrató al destacado arquitecto e ingeniero estructural local Robert Rheinlander para supervisar el esfuerzo.
A lo largo de su historia ha sido un centro social para turistas adinerados y residentes de Millionaires' Row, las majestuosas mansiones a lo largo de la costa occidental del lago George.
Finalmente se deterioró antes de cerrar sus puertas en 1981.
En 1983, cien años después de la construcción del primer Sagamore, el constructor y promotor inmobiliario Norman Wolgin de Filadelfia compró el hotel y lo restauró. En el mismo año, el complejo fue incluido en el Registro Nacional de Lugares Históricos.
El complejo está actualmente gestionado por Ocean Properties, con sede en Portsmouth, New Hampshire, que lo compró en 2008.